# Окіцу Кадзуюкі
Кадзуюкі Окіцу (яп. 興津和幸; нар. 8 березня 1980) — японський сейю, співпрацює з Kekke Corporation.

## Фільмографія

### Аніме
2007
- Gintama — Камемія[1]

2008
- Kuroshitsuji — Венсент Фантомхайв (батько Сіеля)[1]
- Nodame Cantabile: Paris-hen — Тео[1]
- Rosario + Vampire Capu2 — Дзашікі-вараші
- Toradora! — Хісаміцу Ното[1]

2009
- Hanasakeru Seishōnen — Ізмал
- Yoku Wakaru Gendai Mahō — Карл Крайстбарт
- Yu-Gi-Oh! 5D's — Лео (серія 85)

2010
- Kaichō wa Maid-sama! — Кента; Кома Яфу «Ко»; Юта Уцумі
- Ladies versus Butlers! — Акіхару Хіно[1]
- Sekirei: Pure Engagement — Йоічі Кімура
- Sengoku Basara: Samurai Kings 2 — Акаґава Мотоясу[1]
- Shiki — Сейшін Мурой
- Seikon no Qwaser — Тасуку Фуджіомі

2011
- Bakuman. 2 — Кім Сунґю[1]
- Ben-To — Рен Нікайдо[1]
- Cross Fight B-Daman — Лайґо Оґра[1]
- Hanasaku Iroha — Харухіко Комацу
- Kami-sama no Memo-chō — Сатоші Тераока
- Last Exile: Fam, the Silver Wing — Лускінія Хафез[1]

2012
- Bakuman. 2 & 3 — Ічірікі Оріхара; Кім Сунґґю
- JoJo no Kimyō na Bōken: Phantom Blood — Джонатан Джостар[1]
- Sket Dance — Джін Какіучі[1]
- Uchuu Kyoudai — Рік[1]

2013
- Aoki Hagane no Arpeggio — Ґундзо Чіхая[1]
- Brothers Conflict — Масаомі Асахіна
- Genshiken Nidaime — Харунобу Мадараме[1]
- Inazuma Eleven Go: Galaxy — Ґандалес Баран[1]
- Makai Ouji: Devils and Realist — Ернест Кросбі
- Futari wa Milky Holmes — Джон[1]
- Train Heroes — Сем[1]

2014
- Argevollen — Масару Окуй
- Black Bullet — Кадзуміцу Тендо
- Cardfight Vanguard: Legion Mate — Рауль Сера[1]
- Gundam Build Fighters Try — Мінато Сакай[1]
- Hitsugi no Chaika — Кирил Татра 47
- K: Missing Kings — Наґаре Хісуй
- Minna Atsumare! Falcom Gakuen — Дарк Факт-сенсей[1]
- Mobile Suit Gundam-san — Ґарма-сан[1]
- Nobunaga Concerto — Ікеда Цунеокі
- Ryūgajō Nanana no Maizōkin — Ішшін Юйґа[1]
- Shigatsu wa Kimi no Uso — Сайто[1]
- Shirobako — Шімеджі Майтаке,[1] Кенічі Мімура, Ісаму Момосе (молодий), Ватару Накабаяші
- Witch Craft Works — Кьойчіро Мікаґе[1]

2015
- Okusama ga Seitokaichou! — Хаято Ідзумі
- Aoharu x Machinegun — Наґамаса Мідорі
- Charlotte — Кадзукі Томорі
- Gate: Jieitai Kanochi nite, Kaku Tatakaeri — Коджі Суґавара
- Danjon ni Deai o Motomeru no wa Machigatteiru Darō ka — Кашіма Ока
- Gintama — Аяо Сарутобі (дорослий)
- K: Return of Kings — Наґаре Хісуй
- Overlord — Пітер Морк
- Prison School — Рейджі «Андре» Андо[2]
- The Rolling Girls — Шідо
- Star-Myu: High School Star Musical — Сейшіро Інуміне
- Shinmai Maō no Testament BURST — Леохарт
- Go! Princess PreCure — Ватару Кайдо

2016
- Aokana: Four Rhythm Across the Blue — Кадзунарі Шіндо
- BBK/BRNK — Акіхіто Цувабукі
- Gate: Jieitai Kanochi nite, Kaku Tatakaeri — Enryuu-hen — Коджі Суґавара
- Kuma Miko — Йошіо Амаядорі
- Orange — Саку Наґіта
- Tanaka-kun is Always Listless — Шімура
- Berserk — Серпіко
- Handa-kun — Такао Кавафуджі
- Touken Ranbu: Hanamaru — Хачісука Котецу

2017
- ID-0 — Ідо
- Star-Myu: High School Star Musical 2 — Сейшіро Інуміне
- Altair: A Record of Battles — Константінос

2018
- IDOLiSH7 — Барні Оґамі
- Touken Ranbu: Hanamaru 2 — Хачісука Котецу
- Sword Art Online Alternative Gun Gale Online — М
- Back Street Girls — Кадзухіко Суґіхара[3]
- Hataraku Saibō — Кедровий пилок[4]
- Hi Score Girl — Міяо Котаро[5]

2019
- Fruits Basket — Хаторі Сома[6]
- Fairy Gone — Джонатан Пассеп'єр
- 7 Seeds — Марк Ібаракі
- Star-Myu: High School Star Musical 3 — Сейшіро Інуміне
- Fire Force — Карім Фулхам
- Joshi Kōsei no Mudazukai — Масатака «Васеда» Саватарі

### Відеоігри
- Akane-sasu Sekai de Kimi to Utau — Акечі Міцухіде
- Aokana: Four Rhythm Across the Blue — Кадзунарі Шіндо
- Bloodstained: Ritual of the Night — Йоханнес
- Brothers Conflict: Brilliant Blue — Масаомі Асахіна[1]
- Brothers Conflict: Passion Pink — Масаомі Асахіна[1]
- Fate/Extella — Архімед
- Food Fantasy (2018) — Шоколад, Сливовий сік, Темпура
- J-Stars Victory Vs — Джонатан Джостар
- JoJo's Bizarre Adventure: All Star Battle — Джонатан Джостар[1]
- JoJo's Bizarre Adventure: Eyes of Heaven — Джонатан Джостар
- Overwatch — Лусіу (японське озвучування)
- OZMAFIA!! — Кайрі[1]
- Marvel's Spider-Man — Пітер Паркер / Людина-павук (японське озвучування)
- The Order: 1886 — маркіз де Лафаєт (японське озвучування)[1]
- Touken Ranbu — Хачісука Котецу
- Warriors All-Stars — Шікі
- Ephemeral -FANTASY ON DARK- — Рей
- Pokémon Sword and Shield — Леон

### CD-драми
- Aokana: Four Rhythm Across the Blue — Кадзунарі Шіндо
- Flutter — Йошіно
- Meshiagare Ai Wo — Харуфумі Шюндзей
- NightS — Kanjou Spectrum — Накая
- Uso Mitai na Hanashi Desu ga — Накамура
- Datte Maou-sama wa Kare ga Kirai — Мао
- Strawberry Chocolate Vanilla — Міне
- Koi wa Baka de Aru Koto — Макі
- Kashikomarimashita, Destiny (side: Butler) — Ічіро Міяучі
- Kashikomarimashita, Destiny -Answer- — Ічіро Міяучі

### Дублювання
- Озброєні та небезпечні — Джейсон Муллінс (Майкл Рапапорт)[7]
- Obba Saenggak — другий лейтенант Хан Санйоль (Лім Сіван)[8]
- When the Game Stands Tall — Денні Ладусер (Меттью Даддаріо)[9]